# Robert Klein (comediante)
Robert Klein (nacido el 8 de febrero de, 1942) es un  comediante, cantante y actor estadounidense. Tuvo varios álbumes de comedia en la década de 1970, fue nominado al Mejor Actor por los Premios Tony por They're Playing Our Song de 1979, y ha hecho una variedad de apariciones en televisión y cine, incluyendo la presentación de Saturday Night Live dos veces.

## Infancia y adolescencia
Klein nació en el Bronx, hijo de Frieda (de nacimiento Moskowitz) y Benjamin Klein y se crio en un ambiente "prototípico judío del Bronx de los años 50". Después de graduarse de la Escuela Secundaria DeWitt Clinton, Klein había planeado estudiar medicina; sin embargo, cambió de opinión durante sus estudios en la Universidad Alfred. Después de graduarse, estudió en la Yale Drama School cuando se enteró de la oportunidad de audicionar para The Second City. En una pieza que escribió para el libro de la compañía de improvisación, Klein recordó haberse sentado en una habitación llena de otros aspirantes, incluido Fred Willard . La audición de Klein consistió en un set de improvisación con Willard sobre dos chicos en un club nocturno, que tuvo el éxito suficiente como para que Second City contratara a Klein y Willard. En la primavera de 1965, Klein fue elegido como miembro de Second City. Cuando regresó a la ciudad de Nueva York un año después, Mike Nichols lo eligió para el musical de Broadway The Apple Tree.

## Carrera

### Televisión
Su primera aparición importante fue como presentador de la serie de televisión de reemplazo de verano de 1970 Comedy Tonight, en la que se introdujeron muchas de las rutinas que en los próximos años se lanzarían en álbumes grabados. Sus extensas rutinas sobre el escándalo de Watergate lo hicieron muy popular en la década de 1970. En 1974, apareció en un episodio de Paul Sand in Friends and Lovers. 
Klein protagonizó el primer especial de comedia stand-up de HBO en 1975 durante los primeros días de transmisión del canal de cable y ha seguido apareciendo en varios programas que generalmente han concluido con su rutina cómica de "No puedo detener mi pierna". En 1979, Klein fue nominado para un Premio Tony al Mejor Actor en un Musical por su papel en They're Playing Our Song . En 1985, protagonizó el episodio Wordplay de The New Twilight Zone. 
En 1986 Klein tuvo su propio programa de entrevistas nocturno, Robert Klein Time, que funcionó en la cadena de EE. UU. hasta 1988. 
Klein presentó a Monty Python Live en Aspen, un espectáculo de reunión y tributo para los cinco miembros sobrevivientes de Monty Python, en un especial que apareció en HBO en 1998.

### Álbumes
Klein ha hecho varios álbumes, siendo los más exitosos sus dos primeros. 
En A Child of the Fifties (1973, Brut/Buddah Records), que se muestra como Child of the 50's (en la portada), Klein habla sobre su vida como un niño en la década de 1950: sobre simulacros de ataques aéreos, música de Johnny Mathis, mostrando condones mientras estaba en el baile de la escuela secundaria, las cocineras del almuerzo de la escuela secundaria, el senador Joseph McCarthy, el gobernador W. Averell Harriman (de Nueva York), conociendo a estrellas yanquis, los Yankees perdiendo la Serie Mundial y mucho más. También aborda otras cosas que ha observado en su vida, como los profesores sustitutos, los disc jockeys de radio FM de la década de 1970, los delicatessen nocturnos y los anuncios molestos (por ejemplo, Geritol). También interpretó dos canciones que él mismo escribió: Fabulous '50s y Middle Class, Educated Blues. 

Su próximo álbum, Mind Over Matter (1974), incluyó una extensa discusión sobre el escándalo de Watergate y otra canción, la canción principal, sobre un niño que recurrió al humor para hacerse popular. 
Su siguiente álbum, New Teeth (1975, Epic/CBS Records), presentó el trabajo en el escenario del comediante en temas como Mother Isn't Always Right y su transposición de Seven Words You Can't Say On Television de George Carlin, titulado Six Clean Words You Can Say Anywhere, con material grabado en estudio, como grabó 2 álbumes Continental Steel y On the Bayou. 
Respondió al final de la revolución sexual con su álbum de 1990, Let's Not Make Love, que contenía muchas de las mismas rutinas que su especial HBO de 1984 Child of the '50s, Man of the' 80s y su especial de 1986 Robert Klein en Broadway.

### Películas, libros y televisión
Klein ha aparecido en películas como The Owl and the Pussycat, Hooper, Primary Colors, Radioland Murders, Ira and Abby, One Fine Day, Two Weeks Notice, How to Lose a Guy in 10 Days, The Last Unicorn y The Safety of Objects Tuvo un papel recurrente en la serie dramática de televisión Sisters. En la década de 1970, fue presentador de Saturday Night Live dos veces. También apareció como estrella invitada en la serie animada Duckman, la serie de la NBC Family Ties y en la serie de la CBS The King of Queens. 
En marzo de 2007, una vez más colaboró con Adam Sandler (después de aparecer en Mixed Nuts) en Reign Over Me, y en septiembre de 2007 lanzó una nueva compilación en DVD de sus ocho especiales de HBO en vivo, titulada Robert Klein: The HBO Specials 1975–2005. 
Klein protagonizó The Mysteries of Laura, un drama criminal en NBC protagonizado por Debra Messing. En esta serie interpretó al padre del personaje principal del programa, Laura. Apareció junto a Messing nuevamente en la versión relanzada de su comedia Will & Grace, interpretando al padre de su personaje, Grace Adler. 
En 2014 interpretó al Embajador de Canadá en la Madam Secretary. 
Interpretó al alcalde de la ciudad de Nueva York en dos de las películas de Sharknado. 
El 29 de enero de 2018, se anunció que Klein interpretaría al padre Martin de Grace Adler en el renacimiento en la NBC de Will y Grace como reemplazo de Alan Arkin.
Klein es el autor de The Amorous Busboy of Decatur Avenue: A Child of the Fifties Looks Back, una autobiografía publicada en 2006.

## Vida personal
Klein está divorciada de la cantante de ópera Brenda Boozer . Tienen un hijo, Alexander Stuart Klein, que pasa por Allie Klein y realiza comedias en la ciudad de Nueva York.

## Influencia
Durante el final de The Tonight Show con Jay Leno en febrero de 2014, Billy Crystal le recordó a Jay Leno que cuando Leno era un aspirante a comediante, la única decoración en el apartamento de Leno era un póster de Klein. Ambos indicaron que fueron influenciados por la grabación del Child of the 50's.